# Hans Potyka
Hans Potyka (* 25. Juli 1913 in Emmagrube, Kreis Rybnick; † 8. September 1968) war ein deutscher Arzt und Politiker (SPD).
Hans Potyka besuchte eine Privatschule. Nach dem Abitur wurde er zunächst zum Arbeitsdienst, dann zum Wehrdienst eingezogen. Das Medizinstudium schloss er mit dem Staatsexamen ab. Zum 1. Mai 1937 trat er der NSDAP bei (Mitgliedsnummer 5.554.594). Danach wurde er zum Wehrdienst einberufen, während des Zweiten Weltkrieges geriet er in Gefangenschaft. Nach seiner Freilassung war er als Arzt tätig, 1952 wurde er als Facharzt für Kinderkrankheiten anerkannt. Mit einem Stipendium der Weltgesundheitsbehörde erhielt er die Möglichkeit, sich in den Vereinigten Staaten weiterzubilden. 1955 besuchte er die Medizinische Akademie Düsseldorf. Von 1952 bis 1957 war er im öffentlichen Gesundheitsdienst tätig.
Von 1957 bis 1965 war er Sozialdezernent und gehörte er als Beigeordneter dem Rat der Stadt Remscheid an. Im August 1965 wurde er zum Stadtdirektor ernannt. Im Landtagswahlkreis 53 wurde er in der 6. Wahlperiode für Remscheid direkt in den Landtag von Nordrhein-Westfalen gewählt, dem er als Abgeordneter vom 24. Juli 1966 bis zum 8. September 1968 angehörte. Das nach seinem Tode unbesetzte Mandat wurde von Richard Winkels wahrgenommen.
Von 1953 bis 1957 war er zweiter Vorsitzender des Kreisverbandes der SPD Remscheid, seit 1957 war er Mitglied der Gewerkschaft ÖTV. Im Bundesvorstand der Arbeiterwohlfahrt gehörte er als Mitglied dem Fachausschuss Ausbildung an.
Die Straße am ab 1971 von den Krankenanstalten der Stadt Remscheid betriebenen und heute von der Stockder-Stiftung genutzten Gebäudekomplex im Lenneper Ortsteil Hackenberg wurde zu seiner Ehrung nach ihm benannt.